# Forma muzyczna
Forma muzyczna – ogólna budowa utworu muzycznego, oparta na określonym schemacie konstrukcji, efekt współdziałania elementów dzieła muzycznego. Jest to środek realizacji wyrazu emocjonalnego dzieła muzycznego za pomocą technik kompozytorskich. Każdy utwór, będąc dziełem niepowtarzalnym, pozostaje w różnym stosunku do formy, a w wielu utworach schematy formalne krzyżują się ze sobą (np. forma pieśni z rondem). 
Niektóre formy muzyczne są związane z konkretnym środkiem wykonawczym (obsadą), np. preludium czy toccata zasadniczo jest utworem przeznaczonym na instrument klawiszowy, a pieśń - na głos wokalny (ew. chór) z towarzyszeniem instrumentalnym.
Forma organizuje mniejsze i większe części utworu i ustala zasady ich relacji i powtórzeń. Forma muzyczna niekiedy określa także charakter i nastrój muzyki. Wielkie formy muzyczne takie jak: sonata, symfonia czy koncert oraz opera zostały zainicjowane w baroku oraz rozwinięte i ostatecznie skodyfikowane w okresie klasycyzmu. W okresie romantyzmu, choć kompozytorzy dość ściśle trzymali się zasad tworzenia form muzycznych, można już zauważyć pewną dowolność w ich interpretacji. Okres romantyzmu jest czasem eksplozji tzw. małych form muzycznych, najczęściej fortepianowych, o bardzo indywidualnym charakterze (np. pieśń).
Klasyczne formy muzyczne zostały zburzone w muzyce współczesnej. Współcześnie często przez przekorę kompozytorów lub z powodu braku innych terminów klasyfikuje się utwory używając nazw klasycznych form, choć często nie mają one z nimi wiele wspólnego. 
Jest wiele kryteriów klasyfikacji form. Można je rozróżniać ze względu na liczbę części, środki wykonawcze, fakturę i inne.

## Formy muzyczne
- Formy wokalne
  - pieśń jednoczęściowa
  - pieśń dwuczęściowa
  - pieśń trzyczęściowa
  - pieśń zwrotkowa
  - pieśń wariacyjna
  - pieśń przekomponowana
  - ballada
  - aria
  - arietta
  - dumka
  - recytatyw
  - piosenka
  - motet
  - madrygał
- Sceniczne formy wokalno-instrumentalne
  - oratorium
  - pasja
  - kantata
- Formy liturgiczne
  - kantyk
  - hymn
  - pieśń
  - chorał gregoriański
  - chorał protestancki
  - psalm
  - msza
  - requiem - msza żałobna
  - motet
- Formy teatralne
  - balet
  - burleska
  - dramma per musica
  - musical
  - opera
  - operetka
  - wodewil
- Formy imitacyjne
  - fuga
  - kanon
  - canzona
  - ricercar
- Formy taneczne
  - allemande
  - bolero
  - bourrée
  - cancan
  - canarie
  - courante
  - czardasz
  - gigue
  - gawot
  - kamarinskaja
  - kozak
  - kołomyjka
  - krakowiak
  - kujawiak
  - loure
  - mazurek
  - menuet
  - musette
  - oberek
  - passepied
  - polka
  - polonez
  - ragtime
  - rigaudon
  - sarabanda
  - tango
  - tarantella
  - walc
- marsz
- scherzo
- miniatura
  - arabeska
  - bagatela
  - ballada
  - barkarola
  - burleska
  - elegia
  - etiuda
  - fantazja
  - humoreska
  - intermezzo
  - kaprys
  - kołysanka
  - legenda
  - nokturn
  - noweleta
  - preludium
  - toccata
  - rapsodia
  - serenada
  - sonatina
- suita
- partita
- wariacja
- rondo
- allegro sonatowe
- sonata
- koncert
- symfonia
- poemat symfoniczny
- Rzadziej używane lub archaiczne formy muzyczne
  - alborada
  - bergeretta
  - bicinum
  - caccia
  - cantiga
  - cantilena
  - kasacja
  - chaconne
  - chanson
  - charivari
  - chiesa
  - czant
  - divertimento
  - frottola
  - fugato
  - idylla
  - impromptu
  - interludium
  - jig
  - jota
  - lament
  - lauda
  - pean
  - perpetuum mobile